# Hebantia rigida
Hebantia rigida là một loài Rêu trong họ Polytrichaceae. Loài này được (Lorentz) G.L. Merr. mô tả khoa học đầu tiên năm 1996.